# Burgoa splendens
Burgoa splendens är en svampart som beskrevs av Diederich & Coppins 2007. Burgoa splendens ingår i släktet Burgoa och familjen Hydnaceae.   Inga underarter finns listade i Catalogue of Life.